# 154 (szám)
A 154 (százötvennégy) a 153 és 155 között található természetes szám.
A 154 szfenikus szám, tehát 3 különböző prímszám szorzataként előáll ({\displaystyle 154=2\cdot 7\cdot 11}) és 8 osztója van (1, 2, 7, 11, 14, 22, 77, 154). A 153-mal Ruth–Aaron-párt alkot. 
A {\displaystyle 154!+1} szám egy prímszám. Az ilyen alakú prímszámokat faktoriálisprímeknek is nevezik.
A 154 a hetedik kilencszögszám.

## Érdekességek
- William Shakespeare 154 szonettet írt.
- A Wire nevű együttes egyik albumának 154 a címe.

## Típusjelzésekben
- Tu–154 szovjet–orosz utasszállító repülőgép